# Triachus atomus
Triachus atomus är en skalbaggsart som först beskrevs av Christian Wilhelm Ludwig Eduard Suffrian 1852.  Triachus atomus ingår i släktet Triachus och familjen bladbaggar. Inga underarter finns listade i Catalogue of Life.